# Monstera standleyana
Monstera standleyana är en kallaväxtart som beskrevs av George Sydney Bunting. Monstera standleyana ingår i släktet Monstera och familjen kallaväxter. Inga underarter finns listade.